# Oedipoda juxartensis
Oedipoda juxartensis är en insektsart som beskrevs av Boris Petrovich Uvarov 1912. Oedipoda juxartensis ingår i släktet Oedipoda och familjen gräshoppor. Inga underarter finns listade i Catalogue of Life.